# Malanea spicata
Malanea spicata är en måreväxtart som beskrevs av Johannes Müller Argoviensis. Malanea spicata ingår i släktet Malanea och familjen måreväxter. Inga underarter finns listade i Catalogue of Life.